# Fußball-Europameisterschaft der Frauen 2017/Österreich

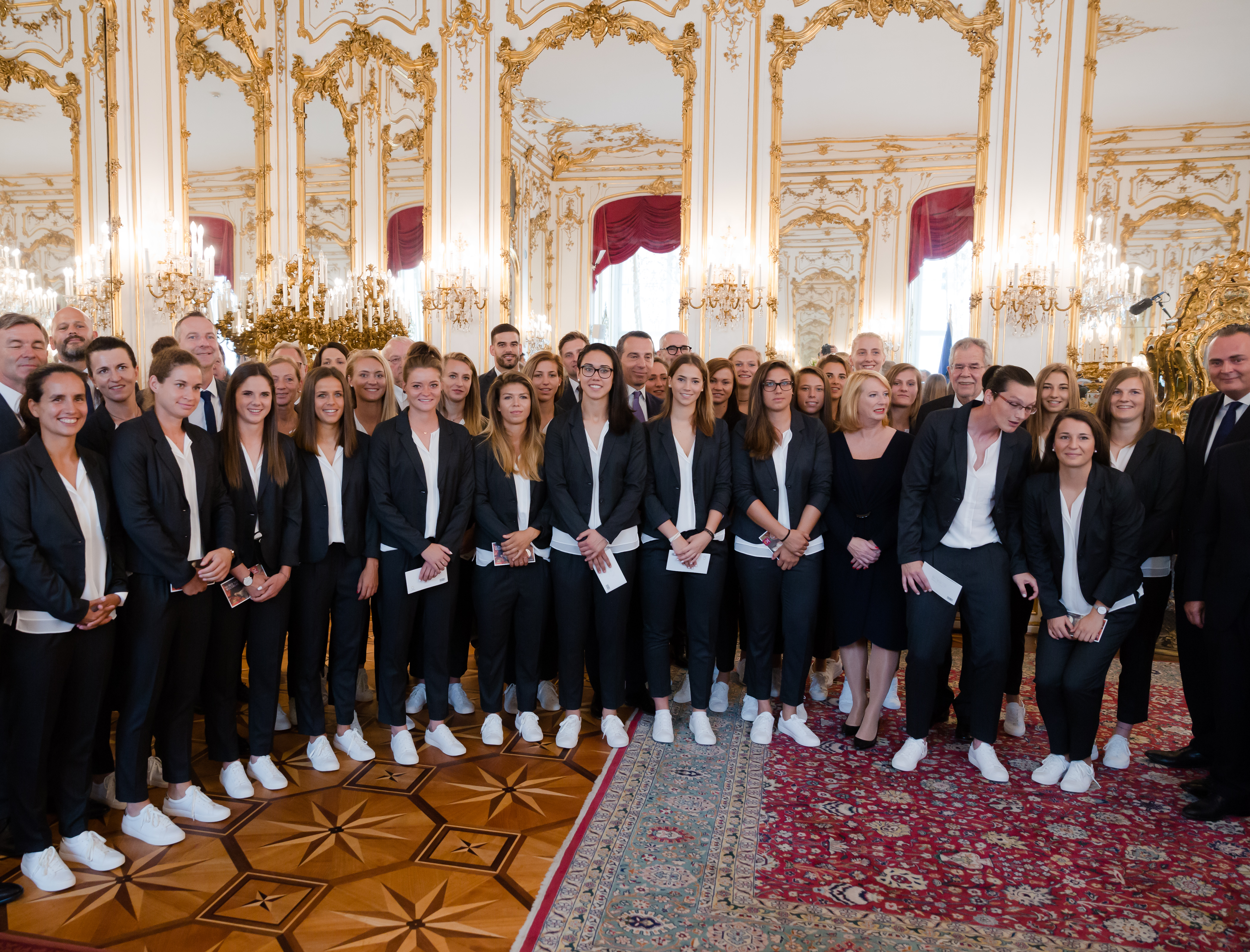
Das österreichische Team während des Empfangs beim Bundespräsidenten vor der Abreise zur EM

Dieser Artikel behandelt die österreichische Nationalmannschaft bei der Fußball-Europameisterschaft der Frauen 2017 in den Niederlanden. Österreich nahm zum ersten Mal an der Endrunde teil und konnte als einziger Neuling die K.-o.-Runde erreichen, wo sie dann auch ins Halbfinale vorstießen, dort aber vier Elfmeter verschossen.

## Qualifikation

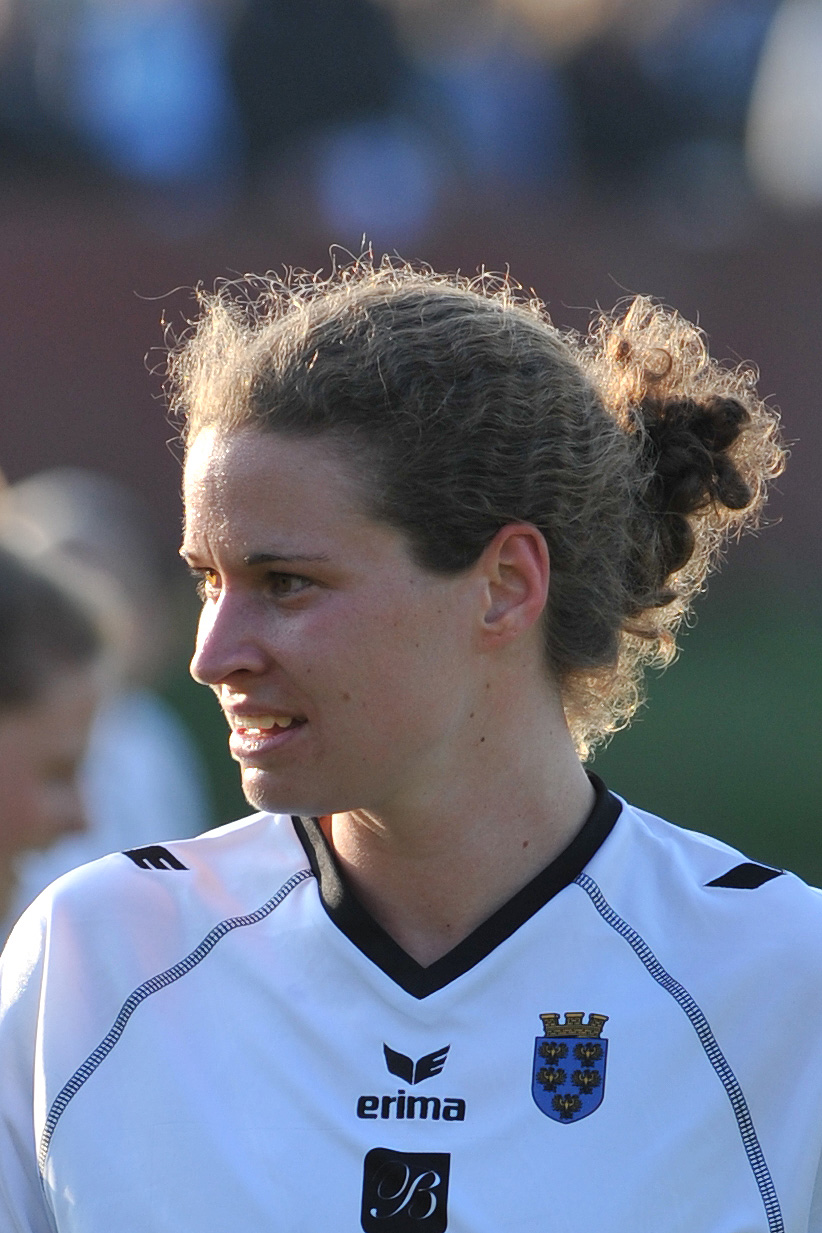
Nina Burger, beste österreichische Torschützin der Qualifikation

Österreich wurde für die Qualifikation in Gruppe 8 gelost und traf dabei auf Norwegen, Israel, Kasachstan und Wales. Die Österreicherinnen starteten mit vier Siegen, verloren dann aber das Heimspiel gegen Norwegen mit 0:1, womit auch die längste Serie ohne Niederlage (18 Spiele) endete. Im Rückspiel in Norwegen erreichten sie ein 2:2 und erzielten damit erstmals Tore gegen die Nordeuropäerinnen und konnten auch erstmals einen Punkt gegen sie gewinnen. Nach einem 4:0 gegen Israel reichte ein 0:0 in Wales um sich als einer der besten Gruppenzweiten direkt und zum ersten Mal für die Endrunde zu qualifizieren. Beste österreichische Torschützin in der Qualifikation war Nina Burger mit fünf Toren.

### Tabelle
| Pl. | Land       | Sp. | S | U | N | Tore    | Diff. | Punkte |
| --- | ---------- | --- | - | - | - | ------- | ----- | ------ |
| 1.  | Norwegen   | 8   | 7 | 1 | 0 | 029:200 | +27   | 22     |
| 2.  | Österreich | 8   | 5 | 2 | 1 | 018:400 | +14   | 17     |
| 3.  | Wales      | 8   | 3 | 2 | 3 | 013:110 | +2    | 11     |
| 4.  | Kasachstan | 8   | 1 | 1 | 6 | 002:300 | −28   | 04     |
| 5.  | Israel     | 8   | 0 | 2 | 6 | 002:170 | −15   | 02     |

| 17.09.2015 | Schymkent  | Kasachstan | – | Österreich | 0:2 (0:1)  |
| 22.09.2015 | St. Pölten | Österreich | – | Wales      | 3:0 (1:0)  |
| 25.10.2015 | Lod        | Israel     | – | Österreich | 0:1 (0:0)  |
| 06.04.2016 | Steyr      | Österreich | – | Kasachstan | 6:1 (5:0)  |
| 10.04.2016 | Steyr      | Österreich | – | Norwegen   | 00:1 (0:1) |
| 02.06.2016 | Oslo       | Norwegen   | – | Österreich | 02:2 (1:1) |
| 06.06.2016 | Horn       | Österreich | – | Israel     | 04:0 (3:0) |
| 20.09.2016 | Newport    | Wales      | – | Österreich | 00:0       |

## Kader
Kader für die EM-Endrunde. Aus dem Kader für das EM-Vorbereitungsspiel  gegen Dänemark am 6. Juli 2017 wurde die vierte Torhüterin Jasmin Pal gestrichen.
| 23           | Carolin Größinger     | FC Bergheim            | 10. Mai 1997       |                  |   |   |   |  |  |
| 21           | Jasmin Pfeiler        | SKV Altenmarkt         | 28. Juli 1984      | 6. Juli 2017     |   |   |   |  |  |
| 01           | Manuela Zinsberger    | FC Bayern München      | 19. Oktober 1995   | 6. Juli 2017     | 5 |   |   |  |  |
| Abwehr       |                       |                        |                    |                  |   |   |   |  |  |
| 02           | Marina Georgieva      | 1. FFC Turbine Potsdam | 13. April 1997     |                  |   |   |   |  |  |
| 13           | Virginia Kirchberger  | MSV Duisburg           | 25. Mai 1993       | 6. Juli 2017     | 5 |   | 1 |  |  |
| 05           | Sophie Maierhofer     | University of Kansas   | 9. August 1996     | 22. Oktober 2016 |   |   |   |  |  |
| 03           | Katharina Naschenweng | SK Sturm Graz          | 16. Dezember 1997  | 6. Juli 2017     |   |   |   |  |  |
| 06           | Katharina Schiechtl   | Werder Bremen          | 27. Februar 1993   | 6. Juli 2017     | 5 |   | 1 |  |  |
| 11           | Viktoria Schnaderbeck | FC Bayern München      | 4. Jänner 1991     | 13. Juni 2017    | 5 |   |   |  |  |
| 07           | Carina Wenninger      | FC Bayern München      | 6. Februar 1991    | 6. Juli 2017     | 5 |   | 1 |  |  |
| Mittelfeld   |                       |                        |                    |                  |   |   |   |  |  |
| 19           | Verena Aschauer       | SC Sand                | 20. Jänner 1994    | 6. Juli 2017     | 4 |   | 1 |  |  |
| 14           | Barbara Dunst         | Bayer 04 Leverkusen    | 25. September 1997 | 10. April 2017   |   |   |   |  |  |
| 16           | Jasmin Eder           | SKN St. Pölten         | 8. Oktober 1992    | 6. Juli 2017     | 1 |   |   |  |  |
| 22           | Jennifer Klein        | SV Neulengbach         | 11. Januar 1999    |                  |   |   |   |  |  |
| 08           | Nadine Prohaska       | SKN St. Pölten         | 15. August 1990    | 13. Juni 2017    | 5 |   |   |  |  |
| 17           | Sarah Puntigam        | SC Freiburg            | 13. Oktober 1992   | 6. Juli 2017     | 5 |   |   |  |  |
| 09           | Sarah Zadrazil        | 1. FFC Turbine Potsdam | 19. Februar 1993   | 6. Juli 2017     | 4 | 1 | 2 |  |  |
| Angriff      |                       |                        |                    |                  |   |   |   |  |  |
| 15           | Nicole Billa          | TSG 1899 Hoffenheim    | 5. März 1996       | 6. Juli 2017     | 5 |   |   |  |  |
| 10           | Nina Burger           | SC Sand                | 27. Dezember 1987  | 6. Juli 2017     | 5 | 2 | 1 |  |  |
| 12           | Stefanie Enzinger     | SK Sturm Graz          | 25. November 1990  | 6. Juli 2017     | 1 | 1 |   |  |  |
| 18           | Laura Feiersinger     | SC Sand                | 5. April 1993      | 6. Juli 2017     | 5 |   | 1 |  |  |
| 20           | Lisa Makas            | MSV Duisburg           | 11. Mai 1992       | 6. Juli 2017     | 4 | 1 |   |  |  |
| 04           | Viktoria Pinther      | SKN St. Pölten         | 16. Oktober 1998   | 13. Juni 2017    | 5 |   |   |  |  |
| Trainerstab  |                       |                        |                    |                  |   |   |   |  |  |
| Cheftrainer  | Dominik Thalhammer    | seit 2011              | 2. Oktober 1970    |                  |   |   |   |  |  |
| Co-Trainerin | Irene Fuhrmann        |                        | 23. September 1980 |                  |   |   |   |  |  |

1. ↑  Nummern bei der Endrunde (Kader Österreich). Positionen gemäß Angaben des ÖFB, die UEFA nennt teilweise andere.
2. ↑  Stand: 30. Juni 2017

## Vorbereitung

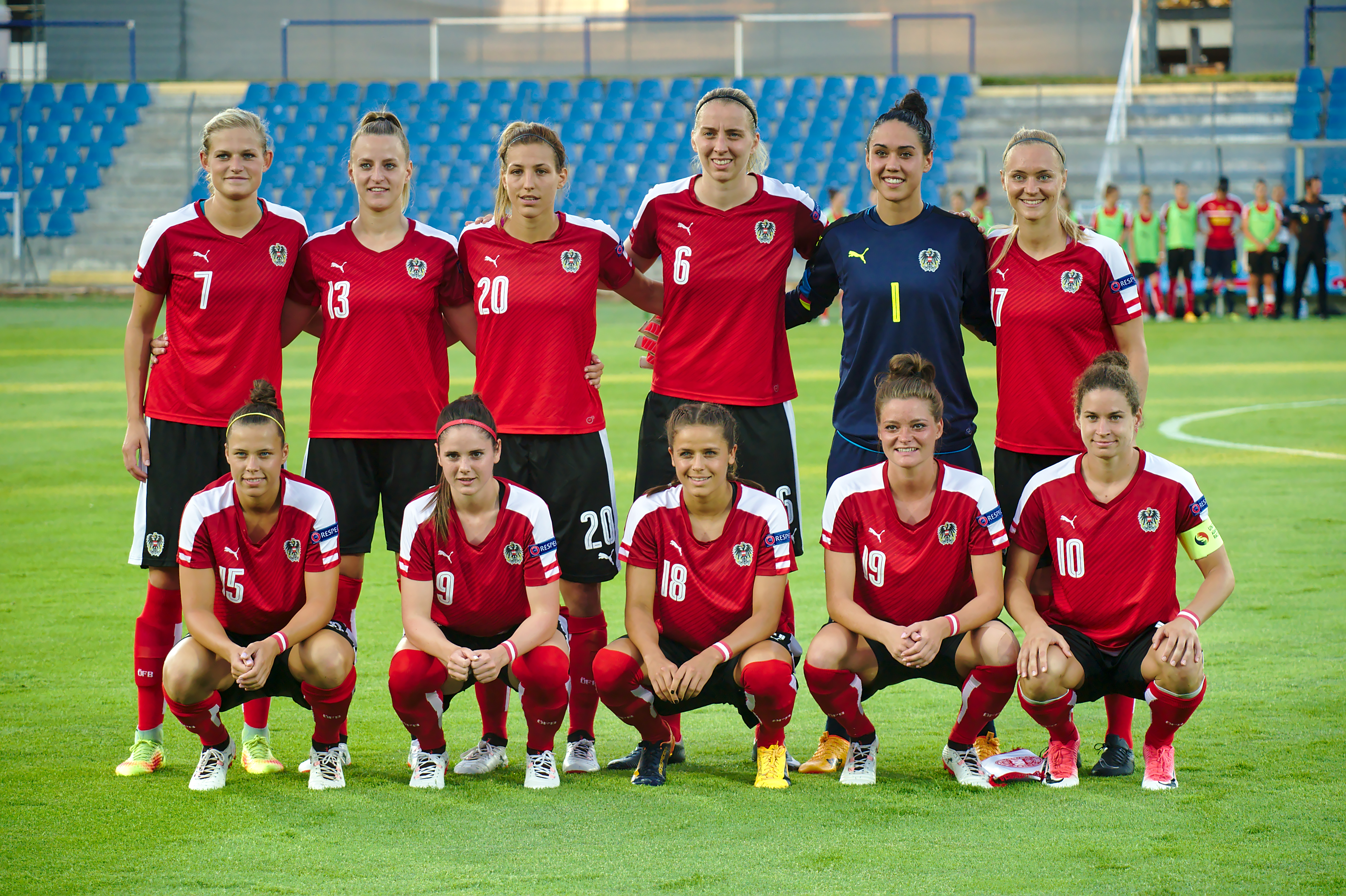
Das österreichische Team beim Testspiel gegen Dänemark am 8. Juli 2017

Nach der erfolgreichen Qualifikation spielten die Österreicherinnen erstmals gegen Deutschland und verloren mit 2:4, zeigten dabei aber eine gute Leistung. Im März 2017 nahm die Mannschaft wieder am Zypern-Cup teil, der im Vorjahr gewonnen wurde. Nach einem 0:0 gegen Südkorea, gegen das erstmals gespielt wurde, und einem 3:0 gegen Neuseeland, gegen das auch erstmals gespielt wurde, verpassten die Österreicherinnen durch eine 1:3-Niederlage gegen EM-Teilnehmer Schottland  das Finale und spielten nur um Platz 7 gegen EM-Neuling Belgien. Da es nach 90 Minuten 1:1 stand, kam es zum Elfmeterschießen, das mit 2:3 verloren wurde. Am 11. April spielten die Österreicherinnen in Milton Keynes gegen England und verloren mit 0:3. Am 13. Juni verloren sie dann in der näheren EM-Vorbereitung ein Spiel in Deventer gegen EM-Gastgeber Niederlande ebenfalls mit 0:3. Am 8. Juli gewannen sie in Wiener Neustadt gegen Dänemark mit 4:2.
Quartier in den Niederlanden ist das Fletcher Hotel de Wageningsche Berg in Wageningen.

## EM-Endrunde

### Gruppenphase
Bei der Auslosung am 8. November 2016 war Österreich Topf 4 zugeordnet.
Österreich traf in der Vorrundengruppe C im ersten Spiel auf den Nachbarn Schweiz, der sich ebenfalls erstmals qualifizierte, dann auf Frankreich sowie erstmals auf Island. Gegen Frankreich und die Schweiz ist die Bilanz negativ: die vorherigen fünf Spiele gegen die Französinnen wurden alle verloren und gegen die Eidgenossinnen gab es in sieben Spielen je einen Sieg und ein Remis bei fünf Niederlagen. Den bis zur EM einzigen Sieg gegen die Schweiz gab es am 19. Mai 1996.
| Pl. | Land       | Sp. | S | U | N | Tore    | Diff. | Punkte |
| --- | ---------- | --- | - | - | - | ------- | ----- | ------ |
| 1.  | Österreich | 3   | 2 | 1 | 0 | 005:100 | +4    | 07     |
| 2.  | Frankreich | 3   | 1 | 2 | 0 | 003:200 | +1    | 05     |
| 3.  | Schweiz    | 3   | 1 | 1 | 1 | 003:300 | ±0    | 04     |
| 4.  | Island     | 3   | 0 | 0 | 3 | 001:600 | −5    | 0      |

| Dienstag, 18. Juli 2017, 18:00 Uhr in Deventer  |   |            |           |                                        |
| Österreich                                      | – | Schweiz    | 1:0 (1:0) | 15′ Burger                             |
| Samstag, 22. Juli 2017, 20:45 Uhr in Utrecht    |   |            |           |                                        |
| Frankreich                                      | – | Österreich | 1:1 (0:1) | 27′ Makas, 51′ Henry                   |
| Mittwoch, 26. Juli 2017, 20:45 Uhr in Rotterdam |   |            |           |                                        |
| Island                                          | – | Österreich | 0:3 (0:2) | 36′ Zadrazil, 44′ Burger, 90′ Enzinger |

### K.-o.-Runde

#### Viertelfinale
Zwischen Österreich und Spanien gab es vor der EM erst vier Spiele – die wenigsten aller Viertelfinalpaarungen – von denen die Österreicherinnen keins gewinnen konnten. Das letzte Spiel zwischen beiden am 10. Februar 2015 endete remis, drei Spiele davor wurden verloren, davon die ersten beiden innerhalb von fünf Tagen im Oktober 2009 in der Qualifikation für die WM 2011. Beide treffen auch in der anstehenden Qualifikation für die WM 2019 wieder aufeinander.
| Sonntag, 30. Juli 2017 in Tilburg |   |         |                      |
| Österreich                        | – | Spanien | 0:0 n. V., 5:3 i. E. |

#### Halbfinale
Gegen Dänemark gab es zuvor drei Spiele, von denen zwei gewonnen und eins verloren wurde. Zuletzt trafen beide in der unmittelbaren EM-Vorbereitung aufeinander und die Österreicherinnen gewannen mit 4:2 (siehe Vorbereitung). Im Halbfinale verschossen die Österreicherinnen vier Elfmeter: zunächst Sarah Puntigam im Spiel und dann nach torlosen 120 Minuten drei Mitspielerinnen im Elfmeterschießen. Da andererseits drei Däninnen im Elfmeterschießen trafen, endete die EM damit für die Österreicherinnen.

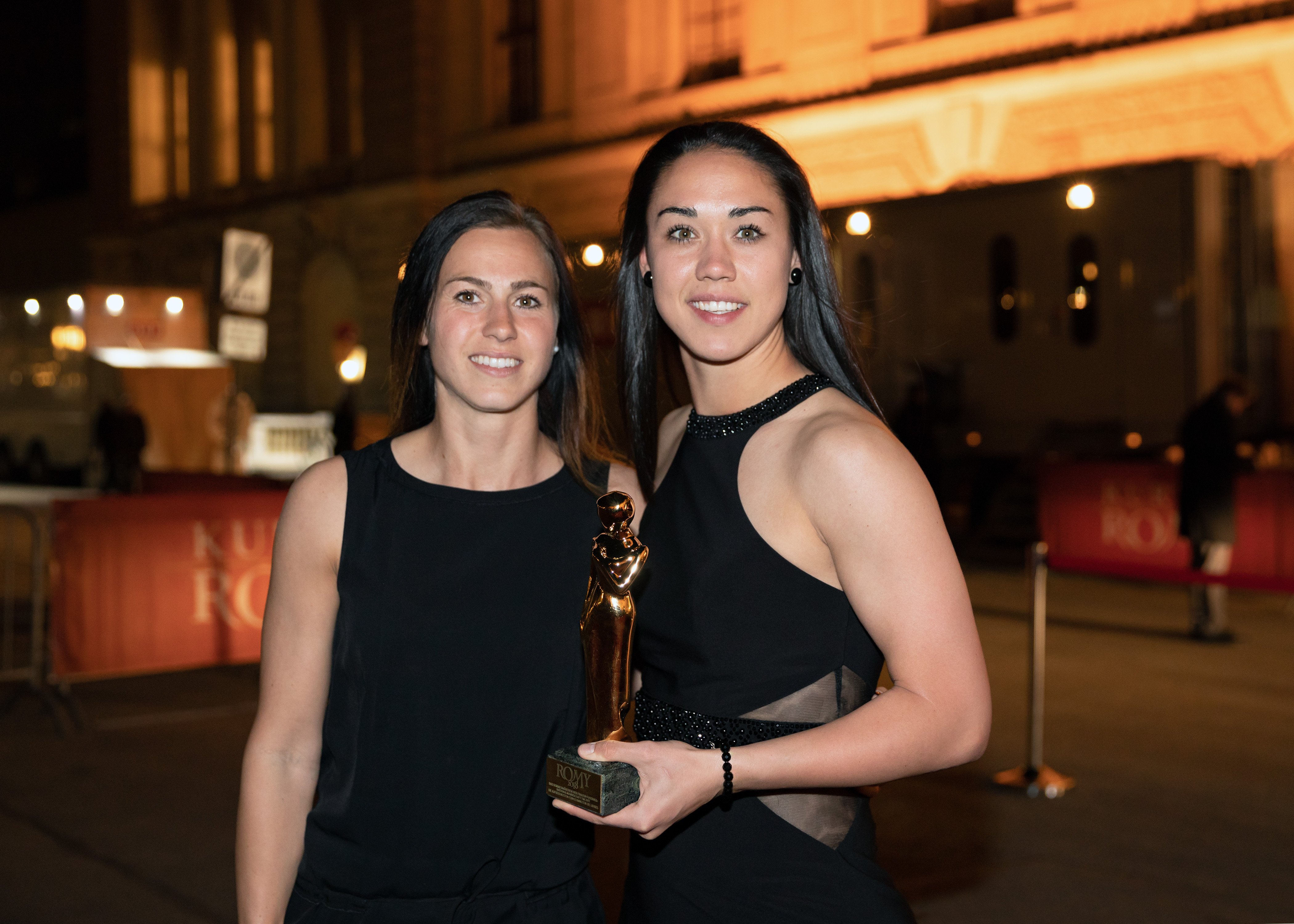
Viktoria Schnaderbeck und Manuela Zinsberger mit der Romy 2018

| Donnerstag, 3. August 2017, 18:00 Uhr in Breda |   |            |                      |
| Dänemark                                       | – | Österreich | 0:0 n. V., 3:0 i. E. |

## Auszeichnungen
- Mannschaft des Jahres bei der Wahl zu Österreichs Sportlern des Jahres 2017
- Fernseh- und Filmpreis Romy 2018: „TV-Moment des Jahres“